# لي ك. أبوت
لي ك. أبوت (بالإنجليزية: Lee K. Abbott) هو كاتب أمريكي، ولد في 1947.

## وصلات خارجية
- الموقع الرسمي